# Tilmatura dupontii
El colibrí de Dupont (Tilmatura dupontii), también denominado colibrí cola brillante (en Honduras), colibrí colipinto o colibrí cola pinta (en México) o florín gorgiazul (en Nicaragua), es una especie de ave apodiforme de la familia Trochilidae —los colibríes—, la única perteneciente al género monotípico Tilmatura. Es nativo de México y de América Central. 

## Distribución y hábitat
Se distribuye de forma disjunta por el oeste de México (desde el centro de Sinaloa y centro de Veracruz) hacia el sur por Guatemala, Honduras, El Salvador, hasta el norte de Nicaragua.
El hábitat de esta especie son los bordes de bosques de pino-encino de húmedos a semiáridos, los crecimientos secundarios arbustivos y los bosques cubiertos de malezas, a menudo bosques con encinos.

## Sistemática

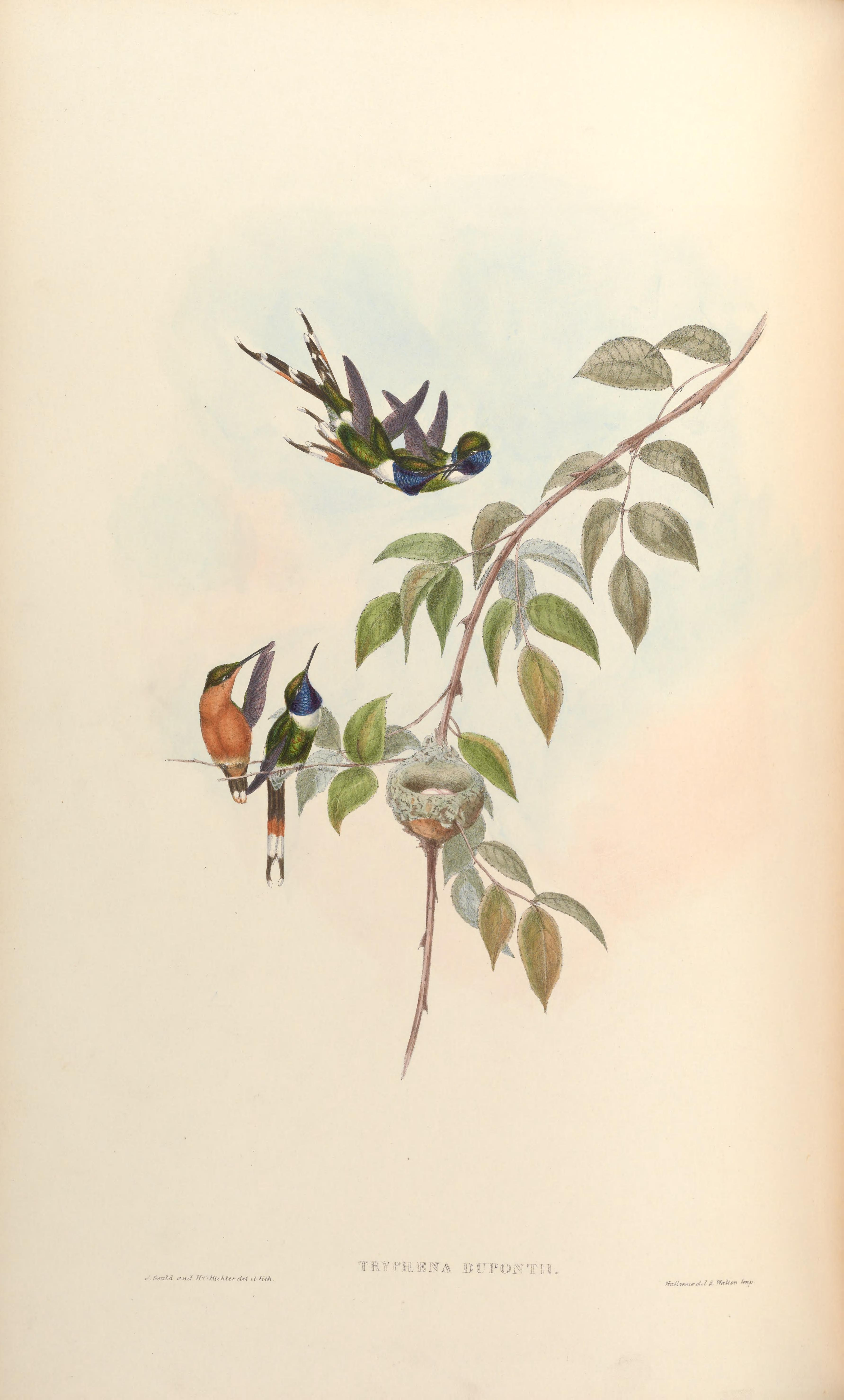
Tryphaena dupontii, sinónimo de Tilmatura dupontii, ilustración de Gould y Richter en A monograph of the Trochilidae, or family of humming-birds 3, 1861.

### Descripción original
La especie T. dupontii fue descrita por primera vez por el ornitólogo francés René Primevère Lesson en 1832 bajo el nombre científico Ornismya dupontii; su localidad tipo es: «México».
El género Tilmatura fue propuesto por el zoólogo alemán Heinrich Gottlieb Ludwig Reichenbach en 1854; la especie tipo originalmente designada por monotipia fue Trochilus lepidus Reichenbach, un sinónimo de Ornismya dupontii, actual Tilmatura dupontii.

### Etimología
El nombre genérico masculino «Tilmatura» se compone de las palabras del griego «tilma, tilmatos» que significa ‘desplumado’, ‘triturado’, y «oura» que significa ‘cola’; y el nombre de la especie «dupontii», puede conmemorar a los naturalistas franceses Léonard Puech Dupont (1796-1828) o su hermano Richard-Henry Puech Dupont (1798-1873), que suministraron especímenes a Lesson.

### Taxonomía
La forma descrita T. dupontii xenoura, de Honduras, se considera indistinguible de la nominal. Es monotípica.